# Гонсалвес, Билли
Адели́но Уи́льям (Би́лли) Гонса́лвес (англ. Adelino William "Billy" Gonsalves; 10 августа 1908, Портсмут, Род-Айленд, США — 17 июля 1977, Карни, Нью-Джерси, США) — американский футболист, игравший на позициях нападающего и полузащитника, участник чемпионатов мира 1930 и 1934 года в составе сборной США. Включён в Зал американской футбольной славы.

## Биография
Родители Гонсалвеса переехали из Португалии в США за два года до его рождения. Он родился в Портсмуте штата Род-Айленд, однако рос в Фолл-Ривере, штат Массачусетс. Он активно занимался спортом: боксом, бейсболом, футболом. В возрасте 14 лет он начал играть за юношескую команду одного из местных футбольных клубов. Играя в различных любительских лигах, Гонсалвес получил прозвище «Билли».

## Карьера

### Клубная
В 1926 году Гонсалвес подписал контракт с клубом «Лузитания Рекреэйшен Клаб». Отыграв сезон в «Лузитании», он перешёл в «Бостон Соккер Клаб». Играть в основном составе «Бостона» оказалось нелегко, но Билли использовал предоставленный шанс, забив гол в дебютном для себя матче. Он также забил 6 мячей в последующих 20 играх. Гонсалвес провёл в клубе ещё один сезон, а затем сменил его на «Фолл-Ривер Марксмен». За период с 1929 до лета 1930 года, когда, слившись с «Нью-Йорк Соккер Клаб», команда сменила название на «Нью-Йорк Янкис», Билли появлялся на поле 75 раз и забил 49 голов. Кроме того, он был лидером команды по числу голевых передач. Играя за «Фолл-Ривер Марксмен», Гонсалвес составлял дуэт нападающих с Бертом Пэтноудом. Их слаженная игра во многом способствовала победе клуба в Кубке США в 1930 и 1931 гг.
Сменив ряд названий и претерпев череду изменений, вызванных влиянием Великой депрессии на футбольную жизнь клубов американской лиги, команда Гонсалвеса продолжила свои выступления в АФЛ под именованием «Фолл-Ривер». Грядущий распад АФЛ в 1933 году вынудил Гонсалвеса двинуться на запад и пополнить ряды клуба «Стикс, Бэр и Фуллер». С новой командой в 1933—1934 гг. он выиграл Открытый Кубок США, а затем и чемпионат лиги. В конце сезона он отправился на чемпионат мира в Италию вместе с национальной командой.
По возвращении с турнира Гонсалвес вновь сменил команду, в этот раз став игроком «Сент-Луис Сентрал Бруэриз». В первом же сезоне с новым клубом ему вновь покорились чемпионат и Кубок лиги. В 1935 году Билли перебрался в «Сент-Луис Шемрокс», с которыми он также участвовал в играх на Кубок, однако в этот раз победить не удалось. В октябре 1937 он покинул команду и играл в скромных клубах малых американских лиг. Его окончательный уход из футбола состоялся лишь в 1952 году.
По воспоминаниям коллег по клубам и сборной, Гонсалвес обладал прекрасным ударом с обеих ног, а также всегда отличался джентльменским поведением на поле. Он не был ни разу уличён в некорректном или неспортивном поведении по отношению к сопернику.

### В сборной
За сборную США Билли Гонсалвес сыграл шесть матчей (включая три на чемпионате мира 1930 и один на чемпионате мира 1934 года), забил один гол.
| Матчи и голы Билли Гонсалвеса за сборную США | Матчи и голы Билли Гонсалвеса за сборную США | Матчи и голы Билли Гонсалвеса за сборную США | Матчи и голы Билли Гонсалвеса за сборную США | Матчи и голы Билли Гонсалвеса за сборную США | Матчи и голы Билли Гонсалвеса за сборную США | Матчи и голы Билли Гонсалвеса за сборную США |
| -------------------------------------------- | -------------------------------------------- | -------------------------------------------- | -------------------------------------------- | -------------------------------------------- | -------------------------------------------- | -------------------------------------------- |
| №                                            | Дата                                         | Место проведения                             | Соперник                                     | Счёт                                         | Голы                                         | Турнир                                       |
| 1                                            | 13 июля 1930                                 | Монтевидео, Уругвай                          | Бельгия                                      | 3:0                                          | -                                            | Чемпионат мира 1930                          |
| 2                                            | 17 июля 1930                                 | Монтевидео, Уругвай                          | Парагвай                                     | 3:0                                          | -                                            | Чемпионат мира 1930                          |
| 3                                            | 26 июля 1930                                 | Монтевидео, Уругвай                          | Аргентина                                    | 1:6                                          | -                                            | Чемпионат мира 1930                          |
| 4                                            | 17 августа 1930                              | Рио-де-Жанейро, Бразилия                     | Бразилия                                     | 3:4                                          | 1                                            | Товарищеский матч                            |
| 5                                            | 24 мая 1934                                  | Рим, Италия                                  | Мексика                                      | 4:2                                          | -                                            | Отборочный матч к ЧМ 1934                    |
| 6                                            | 27 мая 1934                                  | Рим, Италия                                  | Италия                                       | 1:7                                          | -                                            | Чемпионат мира 1934                          |

Итого: 6 матчей / 1 гол; 3 победы, 0 ничьих, 3 поражения.